# Kenny G
Kenneth Gorelick, né le 5 juin 1956 à Seattle (Washington), plus connu sous son nom de scène Kenny G, est un saxophoniste américain de pop instrumentale et de smooth jazz. Avec 75 millions de disques vendus dans le monde, il est considéré comme l'un des saxophonistes les plus populaires de tous les temps.

## Biographie
À l'âge de 17 ans, il commence à jouer dans l'orchestre Love Unlimited Orchestra de Barry White. Il étudie à l'université de Washington. 
De 1979 à 1981 il joue avec Jeff Lorber dans le groupe Jeff Lorber Fusion. À partir de 1981, il enregistre plusieurs albums solo et travaille avec Whitney Houston, Natalie Cole et Aretha Franklin. 
Kenny G a réussi à percer comme musicien solo avec son quatrième album DuoTones. En 1994, Kenny G a gagné le Grammy Award for Best Instrumental Composition pour son morceau Forever in Love. Il a eu un succès retentissant avec les hits Songbird et Waiting for You.
Depuis son album Breathless (1992), Kenny G travaille avec son ami et producteur Walter Afanasieff (My Heart Will Go On (Céline Dion) ou encore Hero (Mariah Carey)).
En 1993, il est cité dans le film Wayne's World 2 lorsque Garth imagine l'entendre lors d'un concert alors qu'un dentiste lui fraise une dent.

En 2011, il a fait une apparition dans le clip de Katy Perry Last Friday Night dans le rôle de l'oncle Kenny.

Il est aussi représenté dans un épisode de Mes parrains sont magiques.
Il est également représenté dans un épisode de South Park (saison 3 épisode 17 : Le Bruit Marron).
En 2017, il fait une courte apparition dans Bad Moms 2 , jouant son propre rôle .
Le 22 septembre 2020 est annoncée une collaboration musicale avec The Weeknd sur son tube In Your Eyes 
.
En 2023, il est cité dans le film Gran Turismo : Jann Mardenborough le pilote qui a inspiré le film écoute, entre autres Songbird avant de commencer chacune de ses courses.

## Critiques

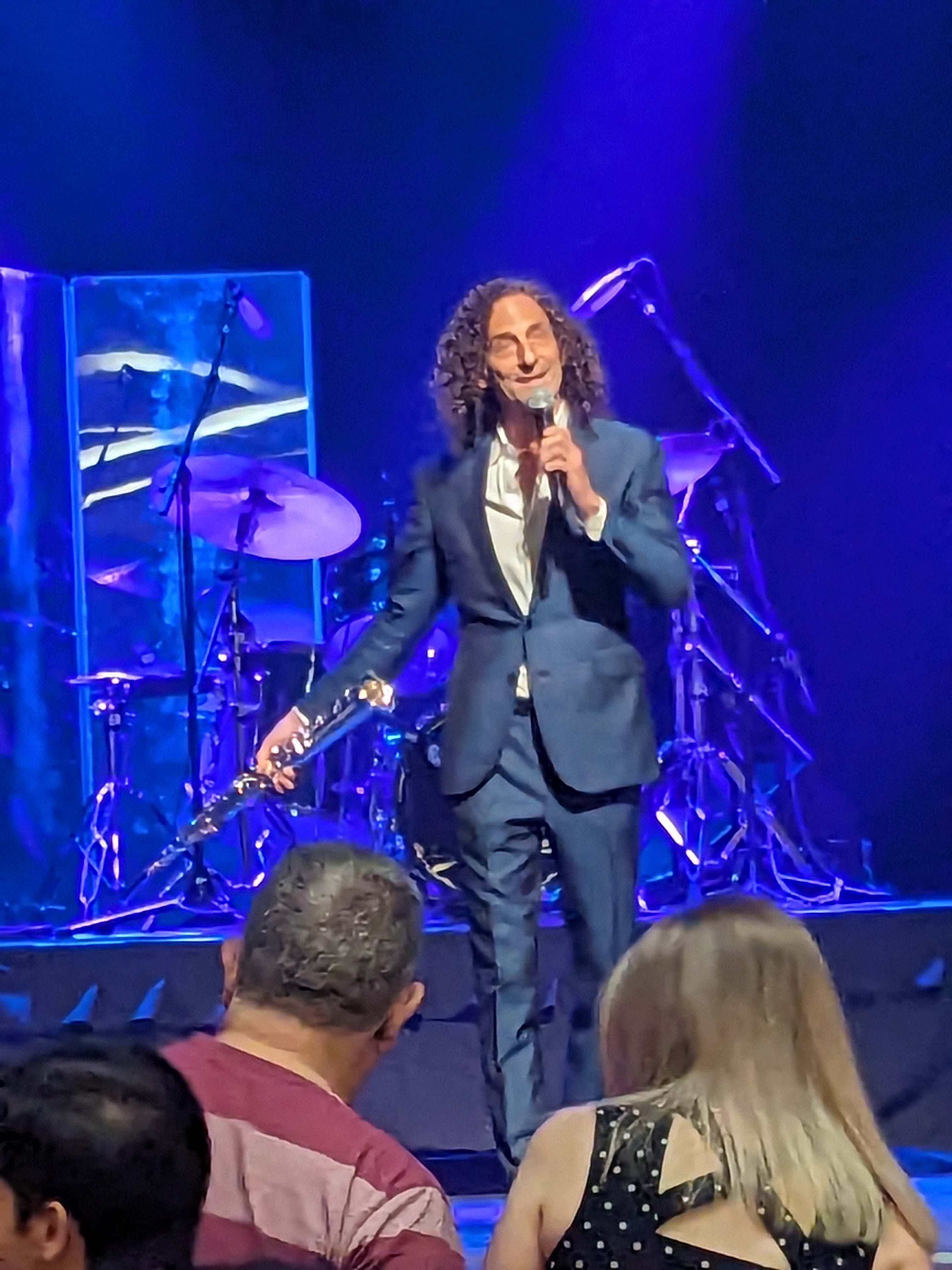
Kenny G sur scène avant son concert au People's Bank Theatre, Marietta, Ohio, le 9 juillet 2023, annonçant que l'un de ses saxophones serait mis aux enchères pour des œuvres caritatives

Pat Metheny a publié une critique virulente de Kenny G, qu'il accuse non seulement d'être un musicien à la technique défaillante, et ne sachant pas improviser, mais surtout d'avoir utilisé la chanson de Louis Armstrong, What a Wonderful World, en overdubbing.

## Discographie
- 1982 : Kenny G
- 1984 : G-Force
- 1985 : Gravity
- 1986 : Duotones
- 1988 : Silhouette
- 1989 : Kenny G Live
- 1990 : The Collection
- 1992 : Breathless
- 1994 : Miracles: The Holiday Album
- 1994 : The Very Best Of Kenny G - Limited Edition (1986-1992)
- 1996 : The Moment
- 1997 : Kenny G Greatest Hits
- 1999 : Classics In The Key Of G
- 1999 : Faith: A Holiday Album
- 2002 : Wishes: A Holiday Album
- 2002 : Paradise
- 2003 : Ultimate Kenny G
- 2004 : At Last: The Duets Album
- 2005 : The Greatest Holiday Classics
- 2006 : The Essential Kenny G (Doppel-CD)
- 2007 : I'm In The Mood For Love
- 2008 : Rhythm and Romance
- 2010 : Heart and Soul
- 2015 : Brazillian nights
- 2021 : New Standards